# Pyrgus cashmirensis
Pyrgus cashmirensis es una especie de mariposa del género Pyrgus, categorizada en la tribu Pyrgini, de la subfamilia Pyrginae. Fue descrita por Frederic Moore en 1874.
Suele habitar en el bosque tropical seco caducifolio.

## Distribución
Se distribuye por Asia: Tayikistán y la India.